# 金子量重
金子 量重（かねこ かずしげ、1925年12月7日 -2017年5月20日 ）は、日本のアジア民俗学者、図書館情報学者。
神奈川県横浜市に生まれる。1950年に國學院大學文学部史学科を卒業した。同年より新宿のCIE図書館に勤務した。1951年には慶應義塾大学図書館学科を修了する。
1952年から駐日アメリカ合衆国大使館図書館および同広報文化局審議室に勤務した。その後大使館のアメリカン・センターでも勤務し、1977年に退職する。図書館勤務のかたわらアジアの陶器などについて研究した。
このほか、大妻女子大学、東京造形大学などの非常勤講師を務めた。
アジア民族造形文化研究所所長,名誉学術博士。アジア民族造形学会会長。日本アジア塾長。2007年紺綬褒章受勲、ベトナム社会科学啓発功労賞受賞。2008年韓国文化勲章受章。

## 著書
- 『アジアやきものの旅 体験と発見の愉しみ』新潮社 1979
- 『土瓶と湯呑み』中央公論社 中公ミニムックス 1984
- 『西アジアの民族造形 アジア民族文化フォーラム ’94西アジア年』アジア民族造形文化研究所 1994
- 『民族造形学序説 東南アジア篇』アジア民族造形文化研究所 1994
- 『東北アジアの民族造形 アジア民族文化フォーラム ’95東北アジア年』アジア民族造形文化研究所 1995
- 『アジアの民族造形 「住まい」と「祈り」の美』毎日新聞社 1997
- 『アジアの民族造形 「衣」と「食の器」の美』毎日新聞社 1997
- 『アジアの民族造形 「学び」と「遊び」と「芸能」の美』毎日新聞社 1998

### 編著
- 『司書・学芸員になるには』編著 ぺりかん社 なるにはBooks 1977
- 『日本とアジア=生活と造形』全8巻 編 学生社 1982-87
- 『講座情報と図書館 第3巻 情報の収集と選択』編 雄山閣出版 1984
- 『講座情報と図書館 第1巻 情報図書館学序説 パネルディスカッション国際化する情報社会に対応して』編 雄山閣出版 1985
- 『古代の日本と韓国 11 韓国美術の伝統』鎌田茂雄、中吉功ほか共著 学生社 1990
- 『ラーマーヤナの宇宙 伝承と民族造形』坂田貞二,鈴木正崇共編 春秋社 慶應義塾大学地域研究センター叢書 1998
- 『職人と匠 ものづくりの知恵と文化』丹野稔,竹林征三共著 技報堂出版 2000

### 記念論文集
- 『アジアの民族造形文化』<金子量重先生古稀記念論集>刊行委員会編 徴蔵館 1996

## 論文
- 金子量重